# 요시노촌 (사이타마현)
요시노촌(芳野村)은 사이타마현 이루마군에 있던 촌이다. 현재의 가와고에시에 해당한다.

## 역사
- 1889년 4월 1일 - 정촌제 시행에 의해 이루마군 요시노촌이 성립하였다.
- 1950년 - 가와고에시의 일부에 편입되었다.
- 1955년 - 가와고에시에 편입되었다.